# 溫布頓公園站
溫布頓公園站（英語：Wimbledon Park tube station）是倫敦地鐵的一個車站，位於溫布頓。溫布頓公園站是區域線的車站，臨近車站是南菲爾德站和溫布頓站，位於倫敦第3收費區。車站開通於1889年6月3日。

## 歷史
車站於1889年6月3日作為區域鐵路（DR，現區域線）普特尼橋站到溫布頓站延長段其中一站啟用。

## 外部連結
- London Transport Museum Photographic Archive （页面存档备份，存于）
  - Wimbledon Park station with British Rail signage, 1982
  - Wimbledon Park station, 2001